# Syndrome des ongles jaunes
 Mise en garde médicale
Le syndrome des ongles jaunes, est une maladie rare, se caractérisant par une coloration jaunâtre des ongles, associée à des œdèmes et à des signes pulmonaires.  
C'est généralement une maladie de la lymphe, également appelé syndrome de Samman et White.

## Épidémiologie
Il atteint l'adulte ou la personne âgée, autant les femmes que les hommes.

## Cause
Elle est inconnue. La maladie peut être isolée ou dans le cadre d'un syndrome paranéoplasique.

## Symptômes
Le syndrome associe ongles jaunes, lymphœdème des membres inférieurs et symptômes respiratoires. Il peut exister une sinusite.
Un épanchement pleural est fréquent, souvent bilatéral, à type d'exsudat.

## Traitement
L'administration de vitamine E permet d'améliorer les symptômes.